# 604

## Починали
- 12 март – Григорий I, римски папа